# Gminna Komunikacja Publiczna w Tarnowie
Gminna Komunikacja Publiczna (GKP) – system publicznego transportu zbiorowego składający się z 11 linii autobusowych, łączących miejscowości gmin wiejskich: Tarnów, Lisia Góra oraz Pleśna z miastem Tarnów. Operatorem linii GKP była Firma Przewozowa „Michalus” Michał Bodzioch.

## Historia
W sierpniu 2020 r. prezydent miasta Tarnowa Roman Ciepiela przesłał do urzędów gmin Tarnów, Lisia Góra oraz Pleśna wypowiedzenia porozumienia komunalnego w sprawie prowadzenia lokalnego transportu zbiorowego. W odpowiedzi na wypowiedzenie wójtowie gmin wysłali do urzędu miasta oświadczenie, w którym wyrazili opinię, że nie zgadzają się na dopłaty do komunikacji proporcjonalnie do rentowności linii, wskazali na nierówne traktowanie mieszkańców miasta i poszczególnych miejscowości w sprawie naliczania ulg i dopłat dla pasażerów oraz różnice w naliczaniu kosztów za korzystanie z komunikacji miejskiej, a także pozytywnie ocenili jakość świadczonych usług. Włodarze przestrzegali o negatywnych skutkach rozwiązania porozumienia zarówno dla mieszkańców gmin, jak i miasta. W odpowiedzi na oświadczenie prezydent miasta stwierdził, że mieszkańcy Tarnowa nie mogą finansować komunikacji w ościennych gminach, a nowe porozumienie ma urealnić koszty funkcjonowania komunikacji miejskiej. W ramach szukania rozwiązań alternatywnych w połowie września w Urzędzie Gminy Skrzyszów doszło do spotkania włodarzy gmin Tarnów, Lisia Góra, Pleśna, Skrzyszów, Żabno, Wierzchosławice i Ryglice, na którym rozmawiano o powołaniu wspólnej komunikacji. Pomimo podjętych negocjacji nie doszło do porozumienia między miastem a gminami. Głównym powodem rezygnacji z komunikacji miejskiej przez gminy były koszty, które miały wzrosnąć o ponad 100%.
Gminna Komunikacja Publiczna rozpoczęła funkcjonowanie 1 stycznia 2021 r., obejmując działaniem miejscowości z terenów gmin Tarnów, Lisia Góra oraz Pleśna.
Z dniem 1 lipca 2021 r. została zawieszona linia T03. Jej obsługę przejął operator komunikacji miejskiej w Tarnowie. W grudniu 2021 r. Gmina Tarnów przedłużyła umowę z przewoźnikiem do końca 2023 r. Z dniem 1 września 2023 r. obsługę linii T08, T10, T13, T22, T24, T25, T27, T29 oraz T39 przejęły Koleje Małopolskie. GKP przestało funkcjonować wraz z zakończeniem obsługi linii LG06 z końcem 2023 roku. Od 1 stycznia 2024 r. obsługę linii przejęły Koleje Małopolskie.

## Sieć komunikacyjna
Siatka połączeń składała się dziesięciu linii autobusowych. Linie łączyły miejscowości Gminy Tarnów, Gminy Pleśna oraz Gminy Lisia Góra z miastem Tarnów. 

### Obsługiwane linie
Linia T03 Tarnów, Krakowska-Planty – Biała
Linia T08 Tarnów, Krakowska-Planty – Łękawka
Linia T10 (Tarnów, Kochanowskiego Chyszowska) Tarnów, Krakowska-Planty – Wola Rzędzińska – Jodłówka Wałki
Linia T13 Tarnów, Marszałka – Koszyce Wielkie – Koszyce Małe – Rzuchowa – Pleśna – Rychwałd – Lichwin
Linia T22 Tarnów, Marszałka – Koszyce Wielkie – Koszyce Małe – Zgłobice – Koszyce Wielkie – Tarnów, Marszałka
Linia T24 Tarnów, Sikorskiego – Zbylitowska Góra – Zgłobice – Zbylitowska Góra – Tarnów, Mościce
Linia T25 Tarnów, Krakowska-Planty – Tarnowiec – Nowodworze – Radlna – Świebodzin
Linia T27 Tarnów, Krakowska-Planty – Tarnowiec – Zawada
Linia T29 Tarnów, Marszałka – Koszyce Wielkie – Zgłobice – Koszyce Małe – Koszyce Wielkie – Tarnów, Marszałka
Linia T39 Tarnów, Sikorskiego – Zbylitowska Góra – Zgłobice – Błonie – Szczepanowice
Linia LG06 Tarnów, Krakowska-Planty – Pawęzów – Śmigno ( – Lisia Góra) ( – Kobierzyn – Łukowa)

## Bilety
W ramach systemu była prowadzona sprzedaż 3 rodzajów biletów autobusowych: jednorazowych, okresowych i karnetów wieloprzejazdowych.
- Bilety jednorazowe Dostępne były bilety normalne i ulgowe. Sprzedaż biletów jednorazowych prowadzili kierowcy autobusów.
- Bilety okresowe i karnety wieloprzejazdowe Bilety okresowe i karnety wieloprzejazdowe były rejestrowane na kartach elektronicznych. Zakupu biletu można były dokonać w kasie biletowej przy ul. Dworcowej 1 (budynek Dworca autobusowego).

## Autobusy
W ramach świadczonych przewozów Firma Przewozowa „Michalus” Michał Bodzioch przeznaczała zróżnicowany tabor do obsługi GKP. Wszystkie pojazdy posiadały tablice kierunkowe, były dostosowane do potrzeb osób niepełnosprawnych, a większość pojazdów była wyposażona w klimatyzację. 
W latach 2021–2023 na liniach GKP były wykorzystywane pojazdy:
- Mercedes-Benz Conecto LF
- Solaris Urbino 10
- Setra S415 NF
- Autosan M09LE
- MAN Lion’s City M
- Solaris Urbino 12 LE
- SOR CN9,5
- Volvo 7700
- Jelcz M081MB
- Volvo 7700 Hybrid
- Mercedes-Benz Sprinter
- Mercedes-Benz Vario
- Iveco Daily
- Solaris Urbino 8.6
- Mercedes-Benz O530LE Ü
- Solaris Urbino 12